# Convento de los Carmelitas Descalzos (Toledo)
El convento de los Carmelitas Descalzos es un conjunto conventual de la ciudad española de Toledo, que debió de ser edificado entre 1643 y 1655; y consta que su portada de piedra se contrató en 1651, según trazas del arquitecto, carmelita descalzo, fray Pedro de San Bartolomé. 

## Descripción

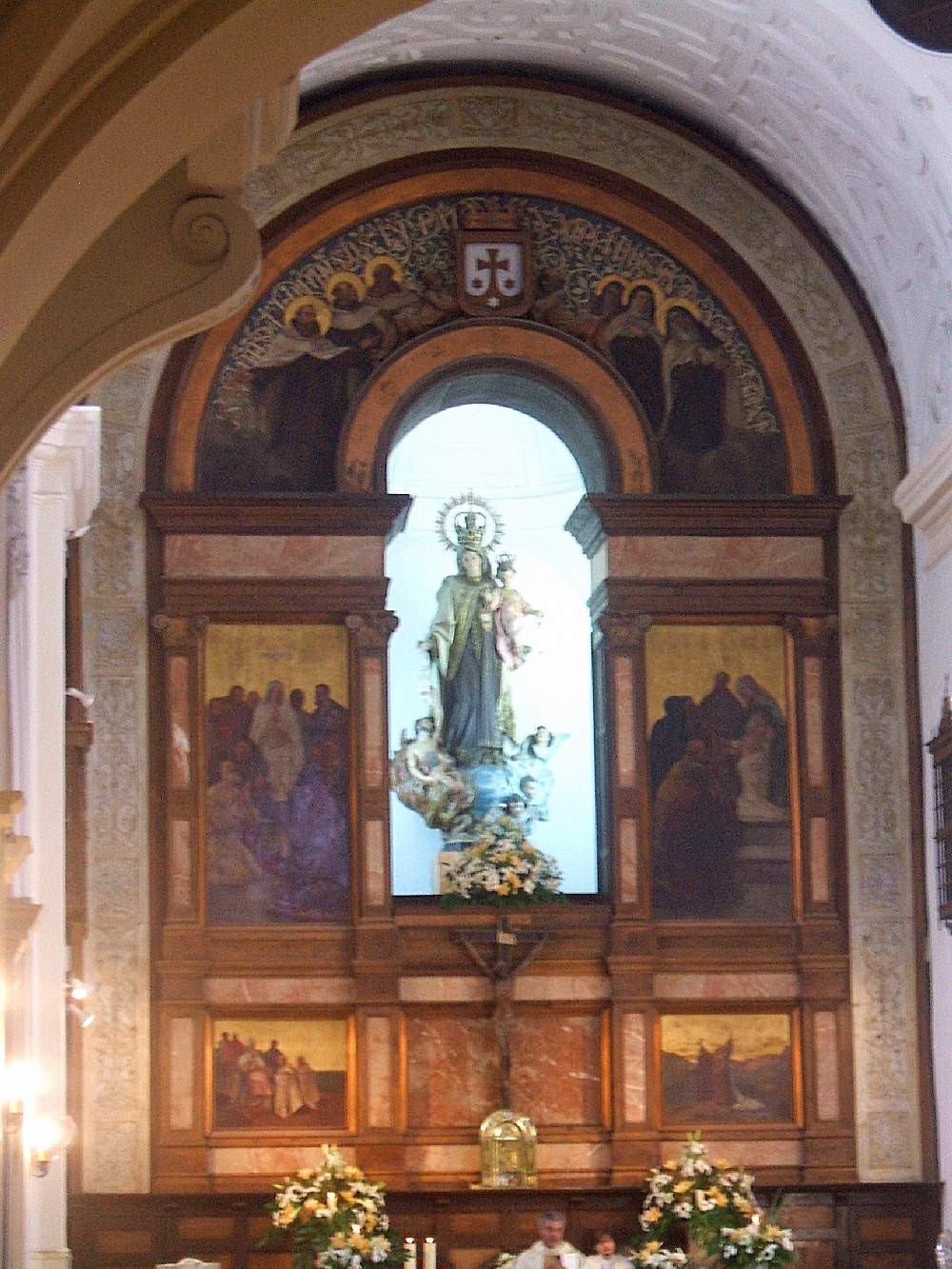
Retablo mayor de la iglesia del convento

El edificio dispone sus dependencias en torno a un patio, cuyo piso principal lo forman cuatro galerías, con bóvedas de medio cañón con lunetos; salvo en los tramos de esquina, que están cubiertos con bóvedas de aristas. 
La iglesia es de planta rectangular, estructurada en tres naves; aunque los tramos de las laterales quedan marcadamente individualizados, a modo de capillas, por sus bóvedas cupuliformes. Tiene nave central de doble ancho, más alta que las laterales, amplio crucero de brazos cortos, en cuyo tramo central se levanta una cúpula sobre pechinas, así como la capilla mayor y un amplio coro, en alto, a los pies del templo. Las bóvedas de la nave central, del coro y de los laterales del crucero, son de medio cañón. Se disponen yeserías decorativas, de libre diseño, en consonancia con la práctica habitual del seiscientos toledano, tanto en las bóvedas del crucero y del presbiterio como en la cúpula. 
El exterior es, en general, de ladrillo visto con rafas de mampostería, de volúmenes cúbicos y perfiles rectilíneos; con un cimborrio cuadrangular que enmascara la cúpula. 
La portada en piedra es de tipo retablo-cuerpo y ático con hornacina y presenta, como soportes fundamentales, no ya columnas, sino pilastras toscanas.